# سوختگی هیدروفلوئوریک اسید
سوختگی هیدروفلوئوریک اسید (انگلیسی: Hydrofluoric acid burn) یک سوختگی تحت عاملیت شیمایی و به واسطهٔ هیدروفلوئوریک اسید است. محدودهٔ تماس با پوست منجر به درد شدید و قابل‌توجه می‌شود که می‌تواند باعث تورم، قرمزی و تجزیه پوست گردد.